# 람다 아키텍처
람다 아키텍처(lambda architecture)란 오래된 데이터를 보관하는 배치(batch) 테이블과 실시간 데이터를 가진 실시간 테이블을 서로 조인(JOIN)하여 결과값을 얻을 수 있도록 구성한 아키텍처이다.

## 같이 보기
- AWS 람다